# Курний
Ку́рний (до 1946 року - Демня) — село в Україні, у Львівському районі Львівської області. Населення становить 66 осіб. Орган місцевого самоврядування — Перемишлянська міська рада.